# Ateísmo judeu
Judaísmo ateístico ou ateísmo judeu refere-se ao ateísmo professado por pessoas que são etnicamente e, em certa medida, culturalmente de origem judia. Porque o judaísmo engloba componentes étnicos e  religiosos, o termo "ateísmo judeu" não implica necessariamente uma contradição. Com base na ênfase da lei judaica em descendência matrilinear, mesmo as autoridades religiosamente conservadoras do Judaísmo Ortodoxo aceitam um ateu nascer de uma mãe judia como sendo totalmente judeu. Um estudo recente descobriu que metade de todos os judeus americanos têm dúvidas sobre a existência de Deus, em comparação com 10-15% de outros grupos religiosos americanos.

## Teologia judaica
Mais recente a teologia judaica fez pouca ou quase nenhuma reivindicação metafísica então é, portanto, compatível com o ateísmo em um nível ontológico. O fundador do Judaísmo reconstrucionista, Mordechai Kaplan, defendia uma definição naturalista de Deus, enquanto algumas teologias pós-Holocausto também tem evitado um Deus pessoal. O filósofo judeu Howard Wettstein avançou uma abordagem não metafísica de compromisso religioso, segundo a qual a metafísica ateísmo-teísmo não são a questão. Harold Schulweis, um rabino conservador  treinado na tradição Reconstrucionista, argumentou que a teologia judaica deve mover-se de um foco de Deus, para uma ênfase na "piedade". Esta "teologia do predicado", enquanto usando uma linguagem teísta, mais uma vez faz poucas afirmações metafísicas que os não crentes podem achar censuráveis.

## Cultura secular judaica
Muitos ateus judeus rejeitariam até mesmo esta identificação, em vez de abraçar um secularismo profundo e baseando seu judaísmo inteiramente em etnia e cultura judaica secular. As possibilidades para o judaísmo secular inclui uma identificação com a história judaica e seu povo, a imersão na literatura judaica (incluindo os autores judeus não religiosos como Philip Roth e Amós Oz), o consumo de comida judaica e uma ligação com as línguas judaicas, como iídiche, hebraico ou  Ladino. Uma elevada percentagem dos israelenses se identificam como seculares, rejeitando a prática da religião judaica (ver Religião em Israel). Enquanto alguns não crentes de origem judaica não se consideram judeus, preferindo se definirem apenas como ateus, o judaísmo é sem dúvida uma cultura e uma tradição que se pode facilmente abraçar sem fé religiosa.

## Pessoas notáveis

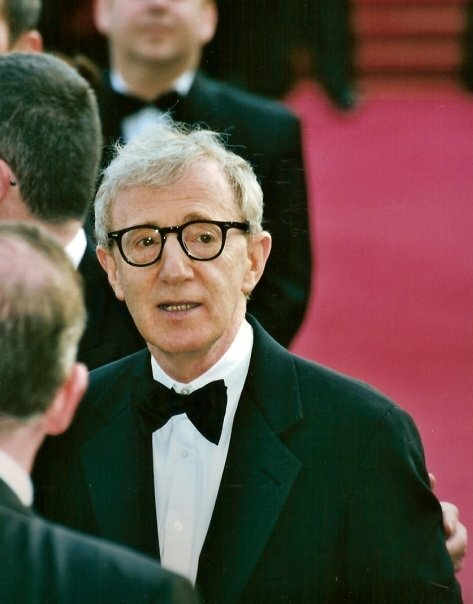
Woody Allen, judeu ateísta

Um número de judeus conhecidos ao longo da história têm rejeitado a crença em Deus. Alguns negaram a existência de uma divindade tradicional, enquanto continuam a usar uma linguagem religiosa. Em 1656 o filósofo judeu do século XVII Baruch Spinoza foi excomungado pela sinagoga sefardita de Amsterdam depois de avançar uma noção  panteísta de Deus que, segundo alguns observadores, não só é compatível como pavimentou o caminho para o ateísmo moderno.
Karl Marx nasceu em uma família de etnia judaica, mas foi criado como um luterano e está entre os pensadores ateus mais notáveis e influentes da história moderna, ele desenvolveu a dialética e o materialismo histórico que se tornou o base para sua crítica contra o capitalismo e suas teorias além de definir o socialismo científico. Marx tornou-se uma grande influência, entre outros intelectuais judeus proeminentes, incluindo Moses Hess. Em um de seus mais citados comentários sobre religião, ele declarou: "Religião é o suspiro da criatura oprimida, o coração de um mundo sem coração e a alma de condições desalmadas. É o ópio do povo".
Muitos outros judeus famosos abraçaram o ateísmo rejeitando religiosidade completamente. Sigmund Freud escreveu O Futuro de uma Ilusão, no qual ele tanto evitou crença religiosa quanto delineou as suas origens e perspectivas. Ao mesmo tempo, ele pediu a um colega judeu para criar seu filho dentro da religião judaica, afirmando que "Se você não deixar o seu filho crescer como judeu, você vai privá-lo dessas fontes de energia que não podem ser substituídas por qualquer outra coisa". A anarquista Emma Goldman nasceu em uma família judaica ortodoxa e rejeitou a crença em Deus, enquanto que a primeira-ministra israelense Golda Meir, quando perguntada se acreditava em Deus, respondeu: "Eu acredito no povo judeu, e o povo judeu acredita em Deus." Mais recentemente, o filósofo judeu francês Jacques Derrida afirmou um tanto enigmaticamente, "Eu, com razão, passo por um ateu". No mundo do entretenimento, Woody Allen fez uma carreira fora da tensão entre o judaísmo e a dúvida religiosa ("Como posso acreditar em Deus, quando na semana passada fiquei com minha língua presa no rolo de uma máquina de escrever elétrica?").